# Omítka
Omítka je vrchní krycí vrstva, nanášená na povrchy stavebních konstrukcí. Omítka vytváří rovné a hladké povrchy, zakrývá nerovnosti zdiva a poskytuje vhodný podklad pro ukládání zapuštěných instalací (jako jsou elektroinstalace silno- i slaboproudů, vodovodní a kanalizační potrubí, plynoinstalace, vytápění, klimatizace a další). Povrch omítky se dále zušlechťuje finální povrchovou úpravou, např. nátěrem, malbou, nebo obkladem.

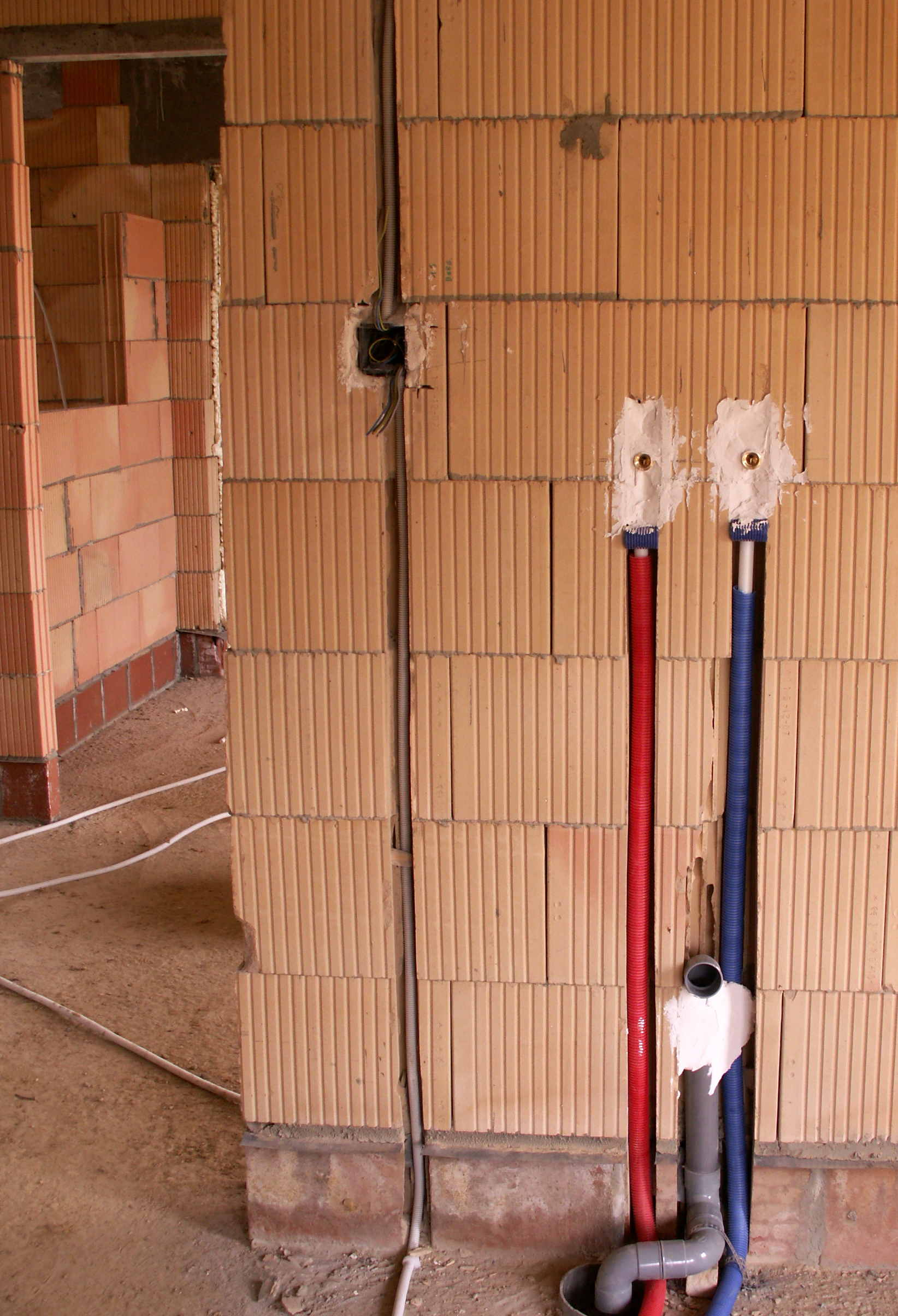
Neomítnutá stěna

Podle užití nazýváme omítky vnitřní v interiérech budov, nebo venkovní, které jsou součástí fasády. Někdy se jako fasáda označuje přímo venkovní omítka. Stěny z tvrdých cihel, bez omítky, se označují jako režné zdivo.
Běžné omítky se zhotovují z malty. Malta se může připravit přímo na staveništi smícháním vody s vápnem, pískem, cementem. V současném stavebnictví je ale běžnější příprava z průmyslově vyráběných omítkových směsí, které mohou obsahovat i další složky, které dodávají omítce speciální vlastnosti, přizpůsobené konkrétnímu použití. Jsou to především sanační omítky na vlhké zdivo nebo omítky tepelně izolační.

## Vnitřní
Jde většinou o několikavrstvý systém. Přímo na zdivo se nanáší cementový postřik. Pokud je součástí stěny například betonový překlad nebo jiné konstrukce, na nichž omítka nedrží, zakrývá se kovovým pletivem a cementový postřik přijde až na pletivo. Speciálním typem tohoto pletiva je pletivo keramické, v podstatě je doplněno nalisovanými kousky cihlářské hlíny, která je následně vypálena. Dosáhne se tím zvýšené přilnavosti omítky.
Cementový postřik se nanáší záměrně nerovnoměrně, ve stříkancích (lidový název je „špric“). Jeho úkolem je zdrsnit povrch. Na takto připravený povrch se nanáší vrstva jádrové omítky. Jádrová omítka může mít tloušťku i několika centimetrů a slouží především pro dokonalé vyrovnání povrchu. Vrchní vrstvou vnitřních omítek je štuk. Velmi jemná štuková malta vyhladí povrch a slouží jako podklad pro nátěry, malbu nebo tapety. Pokud má být stěna obložena keramickými obkladačkami, štukování není třeba. Prostory, které nejsou pohledově příliš exponované jako sklepy, se upravují jednovrstvou omítkou. V podstatě jde o samotnou jádrovou omítku bez dalších vrstev.

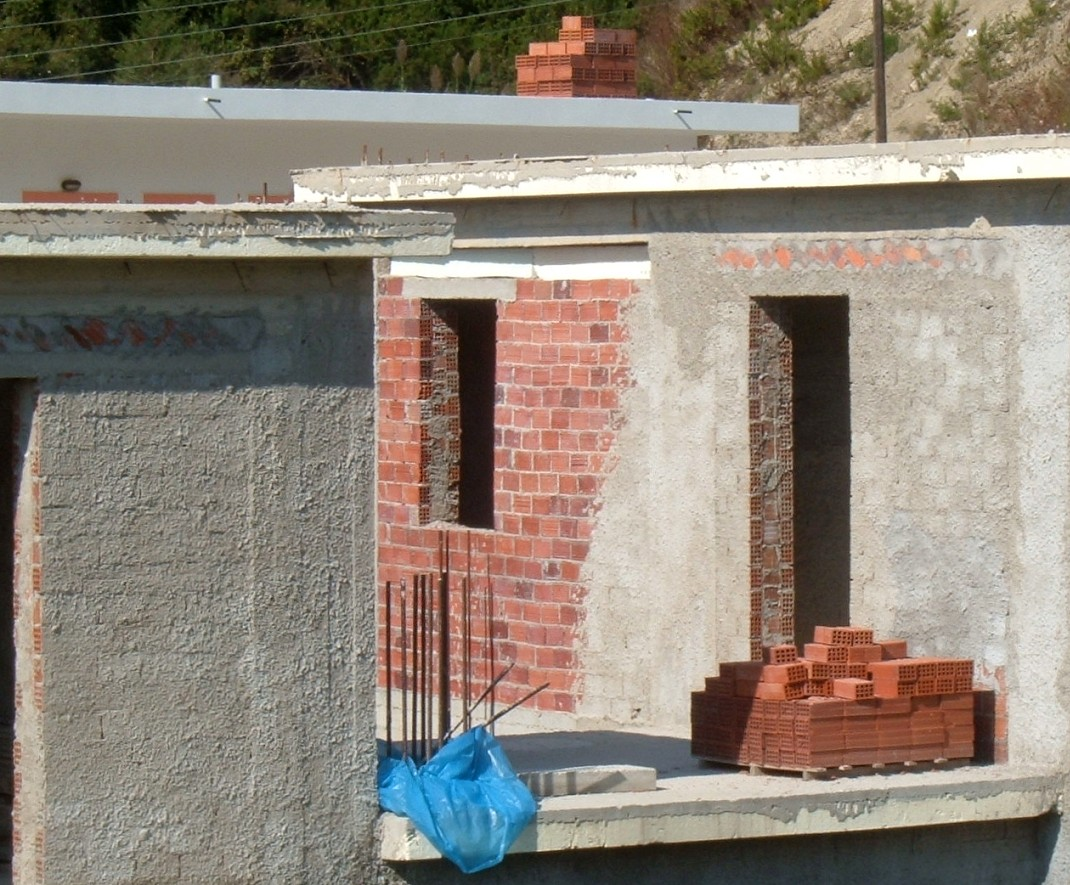
Částečně omítnutá venkovní zeď

Pro omítku stropu se připraví lešení v takové výšce, že když na něm zedník stojí a postaví si na hlavu zaťatou pěst, dotkne se stropu. Při této ideální výšce lešení se zedník nejméně namáhá. Laik si namíchá maltu hustší, v domnění, že mu bude méně padat. Ve skutečnosti je však třeba právě malta řidší. V praxi je všeobecně známo, že strop se lépe omítá s klasickou maltou, namíchanou z písku, vápna a cementu přímo na stavbě. Kupovaná pytlovaná omítka je vlivem přísad jakoby „napěněná“, lehčí. Větší váha klasické omítky je výhodou, na strop dopadá s větší razancí, lépe se spojí („přilne, připleskne se“).

## Druhy
- Probarvená omítka, která je ideální pro dokončení vnitřních stěn, dveřních a okenních otvorů.
- Kamenná omítka, která svým vzhledem připomíná přírodní kámen.
- Benátská omítka. Tento typ omítky svým vzhledem připomíná skutečný mramor. Skládá se z akrylu, pojiva a organické složky. Povrch je získán s obsahem úhledných jemnozrnných vměstků.
- Sgrafito - tento typ omítky získal své jméno díky zvláštnostem aplikace.
- Směs Terrazit. Tento typ je vhodný pro dokončení vnitřních stěn a fasád.
- Hedvábná omítka nebo tekuté tapety - určené pro vnitřní práce. Nehořlavé, neakumulují statickou elektřinu. Materiál se skládá z přírodních nebo syntetických vláken, minerálních plniv a různých dekorativních přísad. Nanáší se plastovou stěrkou na omítnuté a základním nátěrem nebo olejem natřené povrchy. Má různá barevná a texturová řešení, bez zápachu, při aplikaci se získá bezešvý povlak, materiál je elastický a nepraská, když se stěny „usazují“. Hlavní nevýhodou je špatná odolnost proti vlhkosti, ale když je ošetřen lakem odolným proti vlhkosti, lze jej použít i v místnostech s vysokou vlhkostí (kuchyň, koupelna atd.).

## Hliněné
Jde většinou o vnitřní omítky které se skládají z směsi, jílu, písku, organických vláken a vody. Nanášejí se na zdivo podobnými technikami jako ostatní omítky. Jen je potřeba z důvodů vazby jílových minerálů, která je na rozdíl od ostatních omítek na fyzikální bázi, jednotlivé vrstvy silněji přitlačit (utáhnout) a nechat dostatečně proschnout. Další a důležitý rozdíl je v základní vrstvě (špric) ta nesmí být cementová, používá se na ni jílovitá hodně rozředěná malta s vysokým podílem jílu. Na štukovou neboli finální vrstvu se v dnešní době používají omítky z barevných jílů a písků. Tato vrstva je hlazena do různých struktur a zůstává již bez dalších nátěrů.

## Venkovní
Ta musí odolávat změnám teplot a povětrnostním vlivům. Zatímco jádrová omítka je shodná s omítkou pro interiérové použití, štuková vrstva obsahuje vysoký podíl cementu a hrubší zrnitost použitého písku. Mimo tyto minerální omítky existují především pro finální úpravu zateplovacích systémů omítky dodávané v pastovité formě, kde pojivem jsou akryláty nebo silikony.

## Speciální

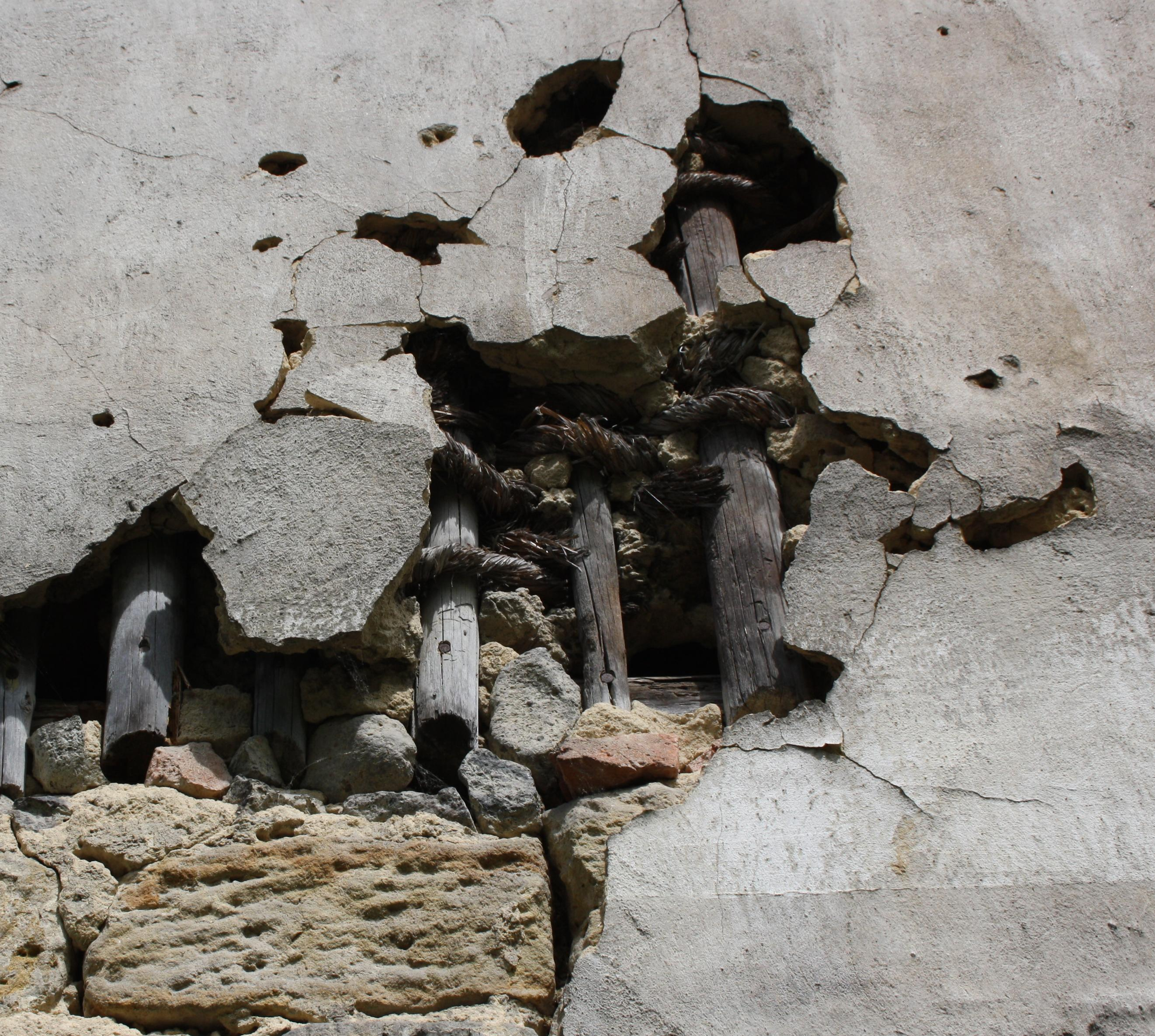
Tradiční skladba omítky

Existují další typy omítek, které se používají pro speciální účely.
Barytová omítka obsahuje baryt a používá se na pracovištích s ionizujícím zářením, které pomáhá odstínit (například v RTG pracovištích).
Protipožární omítky mají za účel chránit kovové nebo betonové konstrukce proti požáru. Málo vodí teplo a vzdorují vysokým teplotám. Obsahují příměs slíd.
Sanační omítky mají porézní strukturu a jsou zčásti hydrofobní. Používají se na vlhké zdi, kdy porézní struktura způsobí lepší odpařování a hydrofobnost zabraňuje vzlínání. Jejich účinnost je ale jen dočasná, protože póry se časem vyplní minerálními usazeninami.
Akustické omítky mají rovněž porézní strukturu a díky ní dokážou tlumit hluk.
Tepelně-izolační omítky zase obsahují příměs materiálů málo vodících teplo (polystyren, perlit) a mají díky tomu izolační vlastnosti (projeví se v praxi až při dostatečné tloušťce a omítka je málo pevná).
Štukatérské omítky jsou vyrobeny z materiálů, které dokáží snadno držet svůj tvar a tak je z nich možno vytvářet ozdobné prvky.
Magnetická omítka je typ omítky s kovovými částečkami (kovové písky) spojené vhodným pojivem, kdy celá zeď potom slouží jako velká magnetická tabule.

## Dělení dle způsobu nanášení
- nahazované
- stříkané - strojní omítka
- nátěrové

## Galerie

Doplnění omítky na zazděném otvoru ve zdi
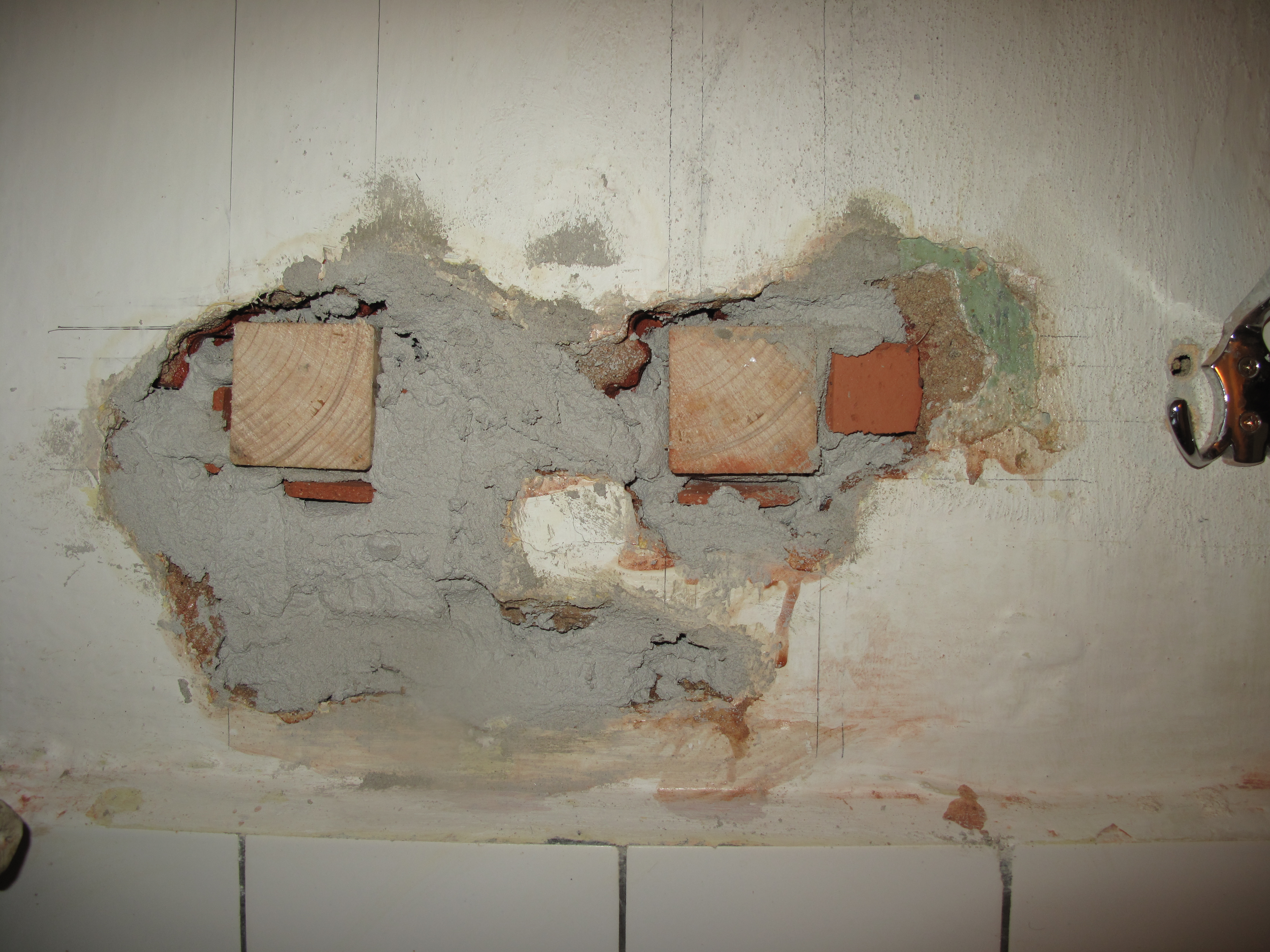
Zazděný otvor
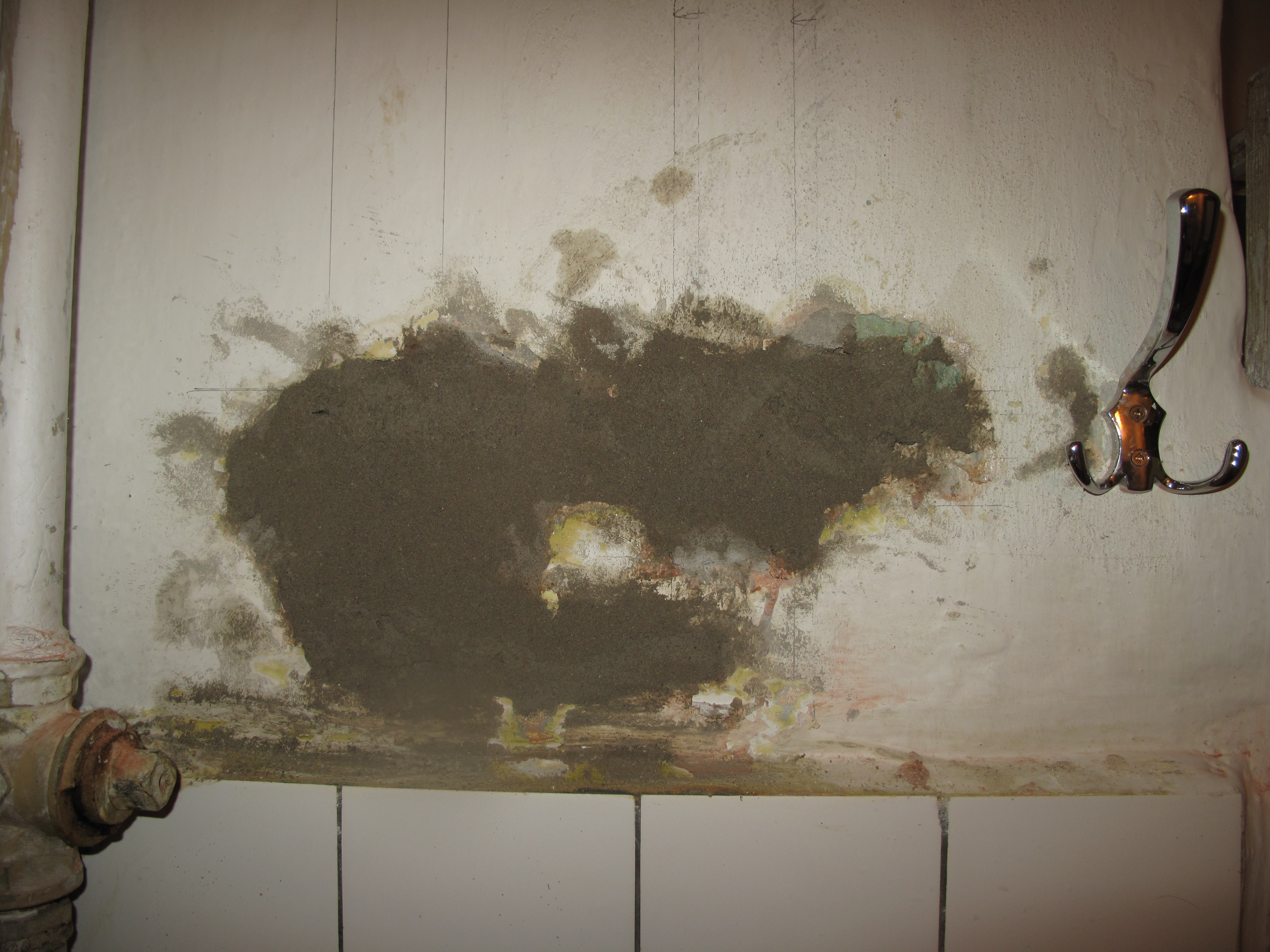
Jádrovou omítkou srovnaná zeď do roviny
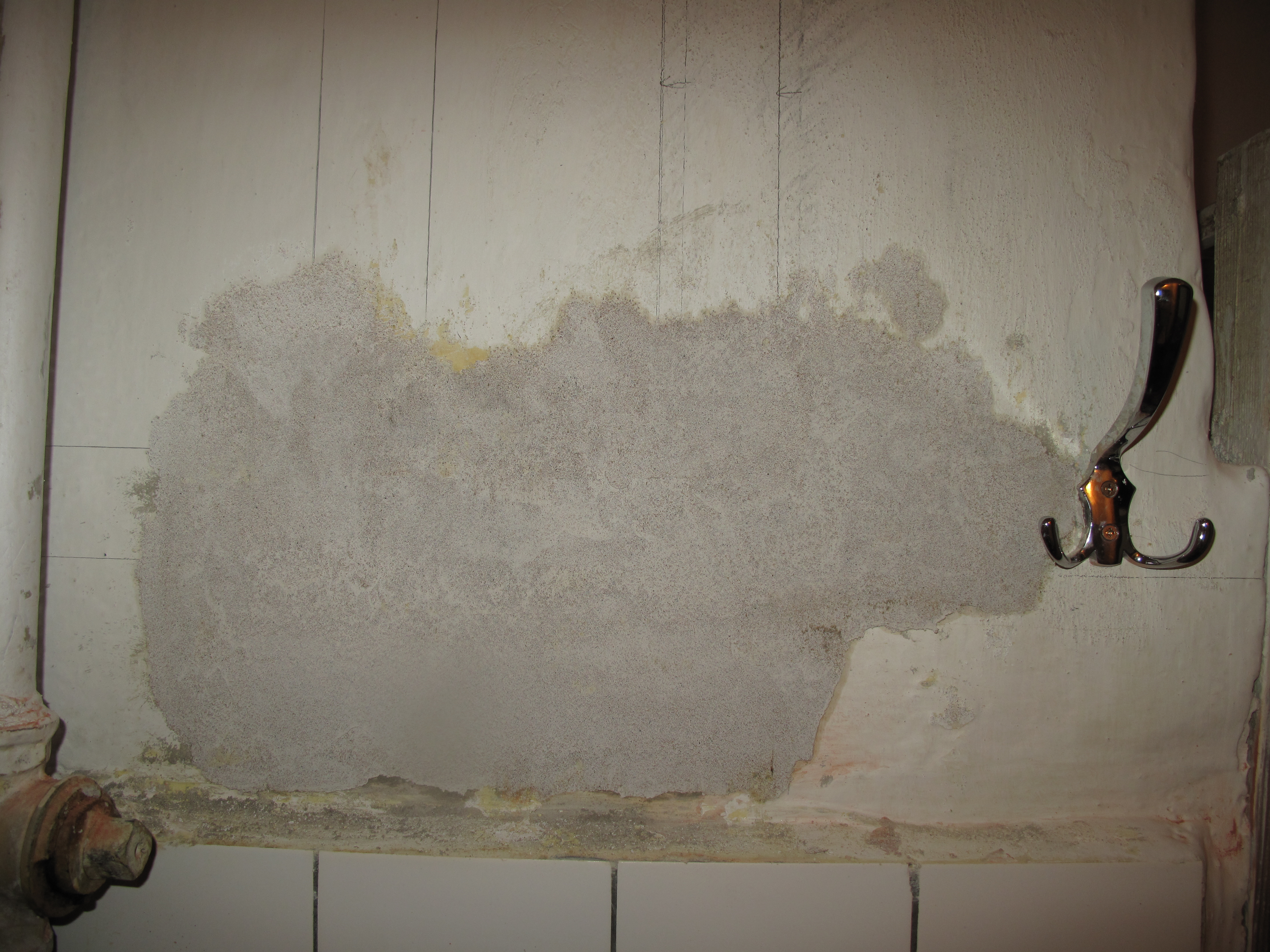
Jemná štuková omítka natažená na jádrové omítce
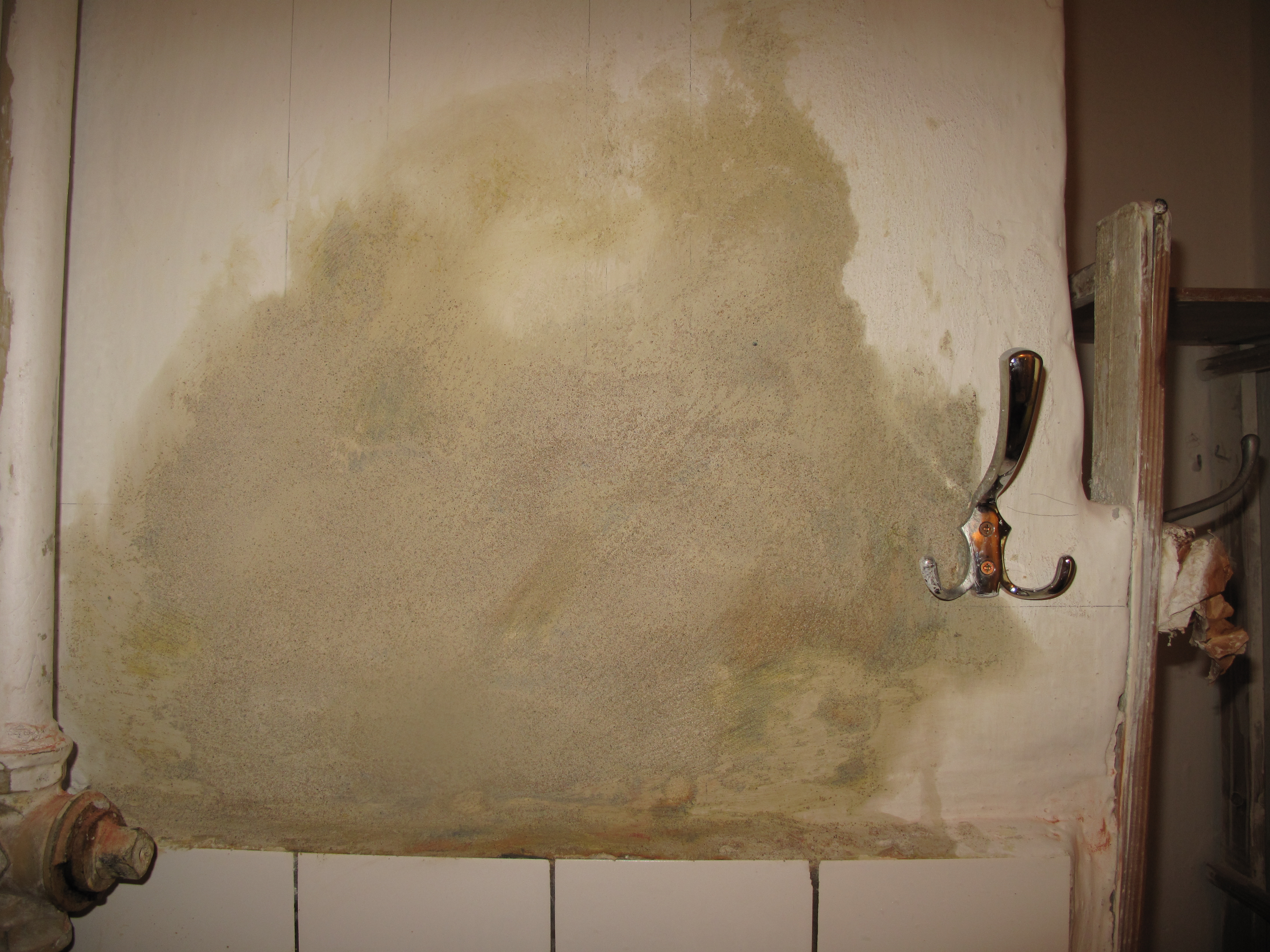
Filcovým hladítkem uhlazený zavadlý štuk
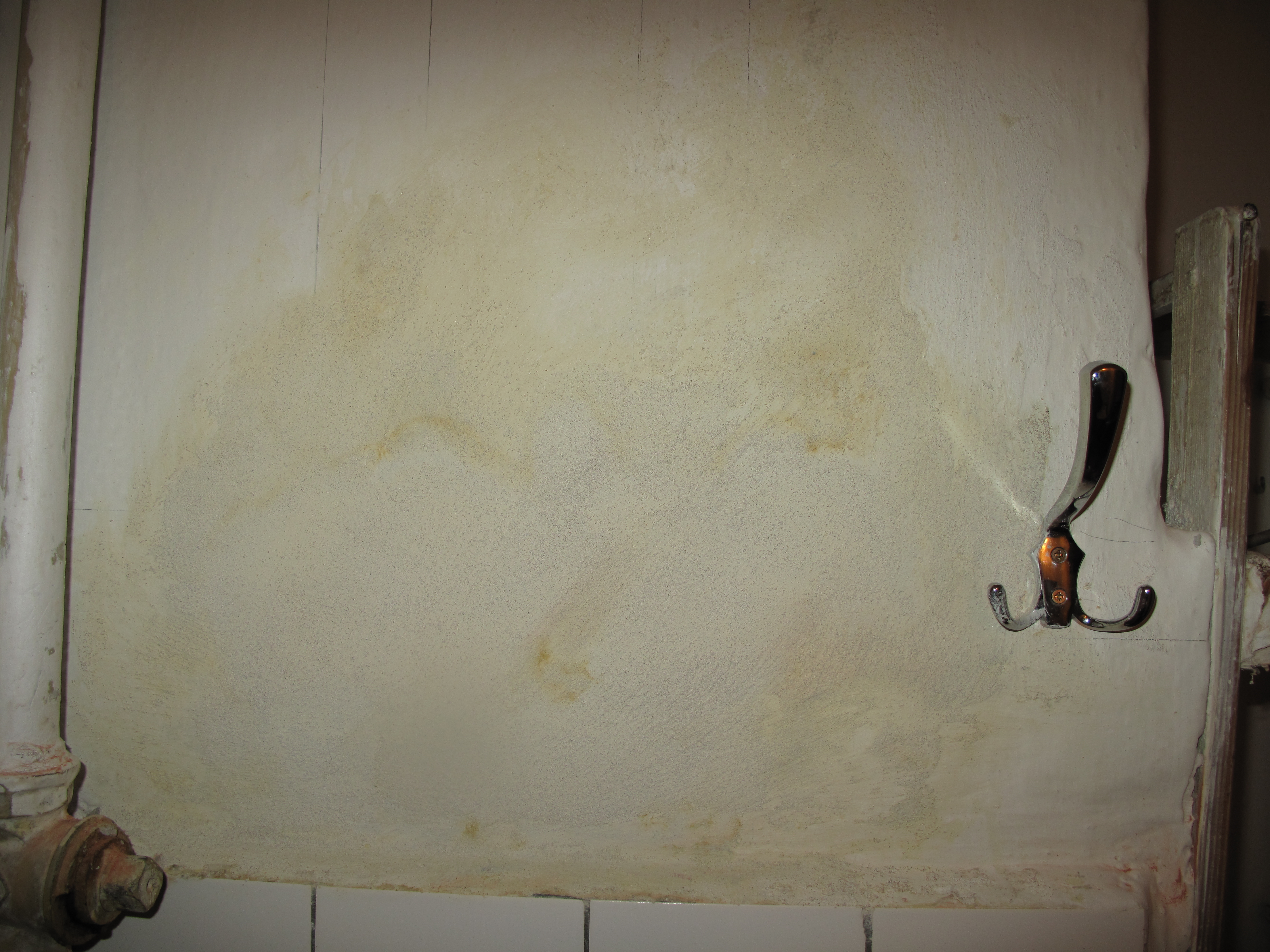
Štuk po zaschnutí a dozrání je připraven k přemalování